# Tamale
Tamale   este un oraș  în  partea de nord a Ghanei,  centru administrativ al regiunii de Nord. La recensământul din 2000 avea o populație de 202.317 locuitori.